# 高麗村石器時代住居跡
座標: 北緯35度52分58.9秒 東経139度18分14.6秒 / 北緯35.883028度 東経139.304056度

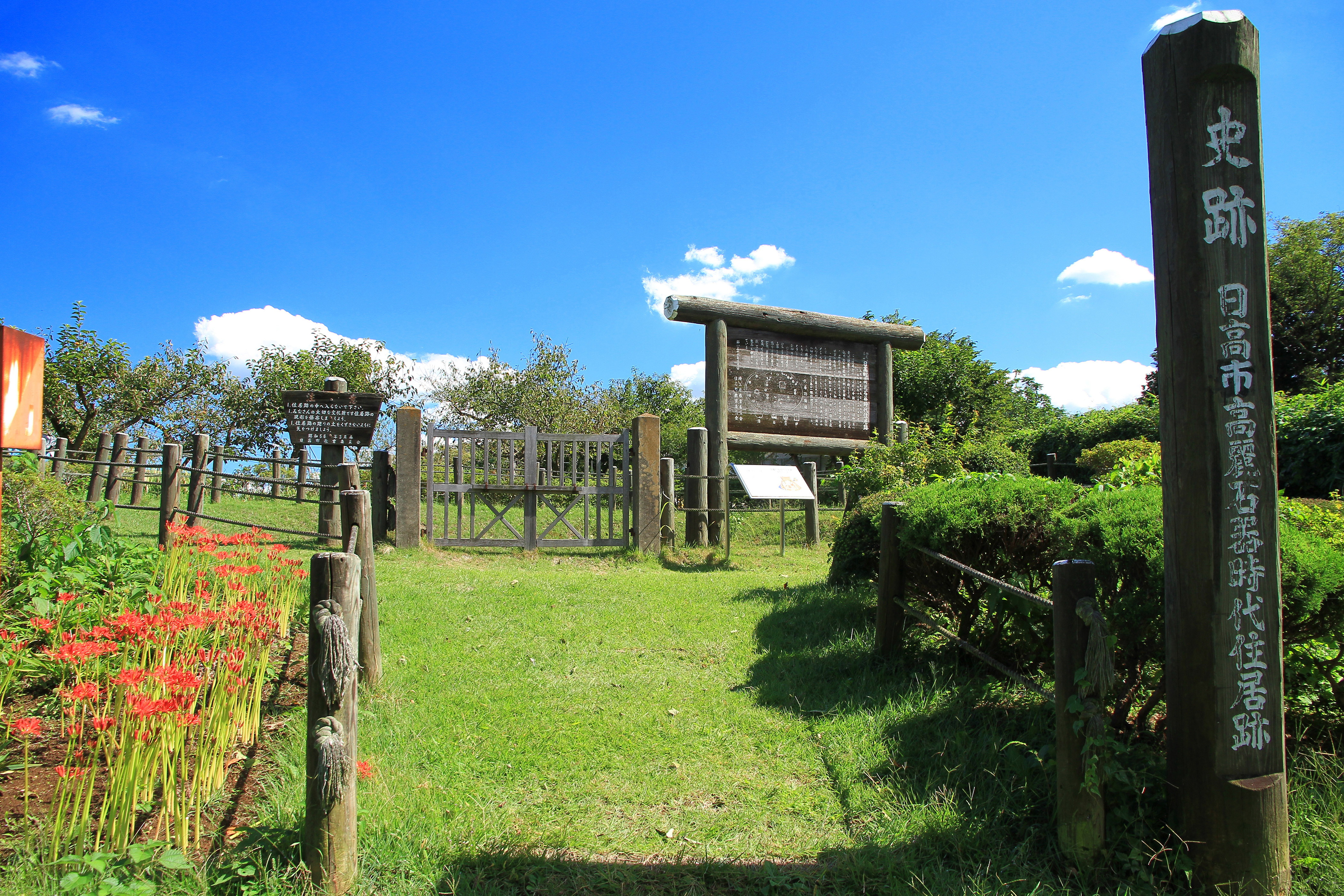
高麗村石器時代住居跡

高麗村石器時代住居跡（こまむらせっきじだいじゅうきょあと）は、埼玉県日高市にある遺跡。国の史跡に指定されている。

## 概要

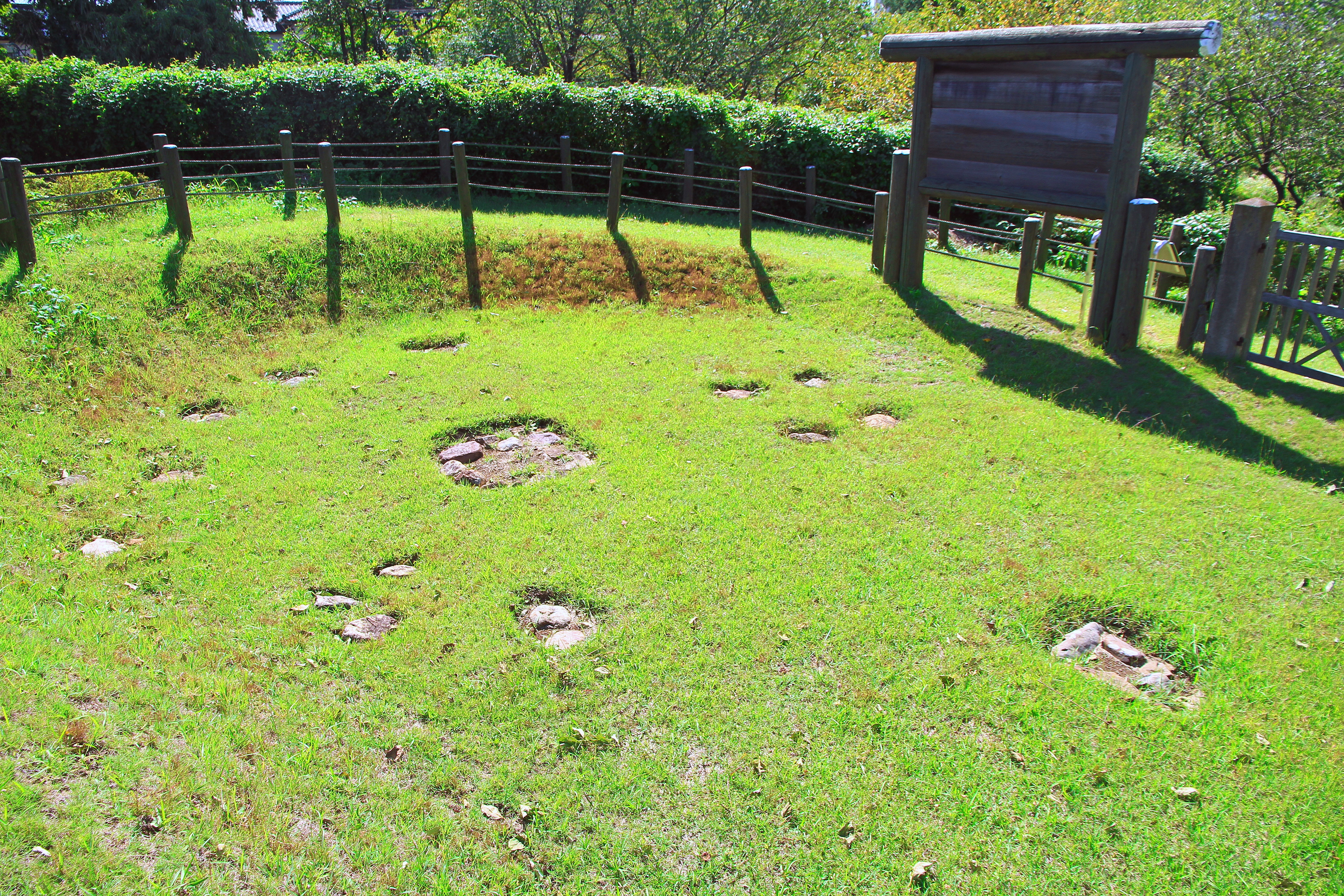
竪穴建物跡

1929年（昭和4年）に埼玉県内で初めて縄文時代の竪穴建物跡を発掘調査した遺跡。1951年（昭和26年）12月26日に国の史跡として指定された。史跡の管理者は日高市である。

## 所在地
- 埼玉県日高市台79-1[3]

## アクセス
- 西武池袋線高麗駅より徒歩5分[4]。

## 周辺
- 国道299号
- 高麗川
- 巾着田
- 日和田山
- 高麗郷古民家（旧新井家住宅）
- 台の高札場跡